# AM 11:00
Pour plus de détails, voir Fiche technique et Distribution.
AM 11:00 (hangeul : 열한시, RR : Yeol-han-si, littéralement « Onze heures ») est un film de science-fiction sud-coréen réalisé par Kim Hyeon-seok, sorti en 2013.

## Synopsis
Une équipe de scientifiques postée dans un laboratoire sous la mer a finalement réussi à inventer une machine à remonter le temps. Pour la tester et gagner plus de fonds pour leurs recherches, le scientifique principal Wu Seok accompagné de sa protégée Yeong Eun s'expédient à 11h le lendemain; mais rien ne se passe comme prévu. Ils découvrent le laboratoire détruit et sont témoins du meurtre des autres scientifiques. Ils reviennent donc en arrière pour empêcher le drame, malgré la panique et la folie liées au manque de temps…

## Fiche technique
- Titre original : 열한시
- Titre international : AM 11:00
- Réalisation : Kim Hyeon-seok
- Scénario : Lee Seung-hwan
- Musique : Lee Byung-hoon
- Décors :  Yi Min-a
- Photographie : Hwang Gi-seok
- Montage : Kim Jae-bum et Kim Sang-bum
- Production : Lee Jeong-seok
- Société de production et distribution : CJ Entertainment
- Pays d'origine :  Corée du Sud
- Langue originale : coréen
- Format : couleur
- Genre : science-fiction
- Durée : 99 minutes
- Date de sortie :
  - Corée du Sud : 28 novembre 2013

## Distribution
- Jeong Jae-yeong : Woo-seok, le scientifique
- Kim Ok-vin : Young-eun, la jeune scientifique
- Choi Daniel : Lee Gun

## Production

### Distribution des rôles
En fin avril 2012, les médias sud-coréens révèlent la confirmation de l'acteur Kim Moo-yeol pour interpréter un rôle de l'amant du scientifique dans ce film de science-fiction, aux côtés de Jeong Jae-yeong dans le rôle principal du scientifique et Kim Ok-vin, celui de la jeune scientifique qui tente l'expérience sur le futur avec ce dernier. Au début de juillet, quelques jours après les essais de costumes et de lecture du scénario, la société de production licencie aimablement Kim Moo-yeol en raison de son exemption du service militaire obligatoire. Ce dernier est donc remplacé quelques heures plus tard par Choi Daniel, l'acteur que le réalisateur Kim Hyeon-seok l'avait mis en scène dans Cyrano Agency (시라노;연애조작단) en 2010.

### Tournage
Le tournage se prévoit en mai 2012. La production CJ Entertainment repousse la date, le 14 juillet pour achever le 8 octobre dans la même année.

## Accueil

### Sortie
AM 11:00 sort le 28 novembre 2013 en Corée du Sud.

### Box-office
| Pays ou région | Box-office      | Date d'arrêt du box-office | Nombre de semaines |
| -------------- | --------------- | -------------------------- | ------------------ |
| Corée du Sud   | 870 297 entrées | 22 décembre 2013           | 4                  |

Depuis sa sortie nationale, AM 11:00 se trouve à la première place avec 377 160 spectateurs dans 512 salles sud-coréennes pour cumuler environ 450 000 au total : il réunit 270 000 000 000 de wons (soit 2 600 000 de dollars en une semaine. La semaine suivante, il chute au troisième rang avec 158 978 entrées pour un cumul de 784 350 entrées, laissant place à la comédie dramatique britannique Il était temps (About Time) de Richard Curtis. Quatrième week-end, il descend complètement avec 748 spectateurs pour cumuler 870 297 au total.